# Lista zabytków historii i architektury na Białorusi zniszczonych przez władze ZSRR
Lista zabytków historii i architektury na Białorusi zniszczonych przez władze ZSRR obejmuje zabytki znajdujące się niegdyś na terytorium Białorusi, które zostały celowo wyburzone, wysadzone w powietrze lub rozebrane przez władze radzieckie w okresie od 1917 do 1984 roku. Niektóre z nich wcześniej ucierpiały w wyniku II wojny światowej. Lista zawiera wybrane budynki o znacznej wartości historycznej i architektonicznej, które zostały zupełnie zniszczone. Nie obejmuje setek dworów, pałaców i kościołów zniszczonych podczas rewolucji październikowej, wojny polsko-bolszewickiej, budynków zniszczonych w okresie II wojny światowej przez Sowietów lub Niemców ani zrujnowanych zabytkowych budynków – które zamknięto, by następnie zmienić ich funkcje (np. zamiana obiektów sakralnych na magazyny, majątków dworskich na kołchozy, pałaców na budynki użyteczności publicznej). Po powstaniu Republiki Białorusi w 1991 roku część kościołów i cerkwi zwrócono wspólnotom wiernych, które odrestaurowały wiele obiektów religijnych.
Radykalne idee bolszewików społecznej transformacji i urbanistycznego postępu doprowadziły do zrujnowania całych zespołów architektonicznych. Według generalnych planów sowieckich zniszczono historyczne ciągi ulic, wznosząc typową, wielokondygnacyjną zabudowę, bez uwzględniania historycznych, kompozycyjnych dominant i perspektyw. W latach 30. XX w. w ZSRR w ramach walki z religią rozpoczęto masowe niszczenie budynków sakralnych wszystkich konfesji, z których wiele było unikalnymi pomnikami historii i architektury. W wyniku tego aktu wandalizmu władze sowieckie zniszczyły architektoniczne zespoły średniowiecznych monasterów w Witebsku, Orszy, Połocku, Mścisławie itd. W Mohylewie z racji „socjalistycznej rekonstrukcji” miasta w ciągu jednej nocy wysadzono w powietrze dziewięć pomników architektury sakralnej. Do 1945 roku na terenie Białorusi przetrwało 325 kościołów, 90 świątyń zostało zniszczonych podczas wojny. W okresie powojennym kontynuowano niszczenie zabytków architektury pod pozorem generalnych planów odnowienia i rekonstrukcji miast. Największe straty dziedzictwo architektoniczne Białorusi poniosło w latach 60. i 70. XX w., szczególnie podczas antyreligijnej kampanii Nikity Chruszczowa.
Malarz M. Kupawa wskazuje, że w czasie władzy radzieckiej, bolszewicy częściej niszczyli średniowieczne białoruskie świątynie, niż cerkwie „murawjowki” (w stylu bizantyjsko-rosyjskim). Na przykład w Orszy, jedyna zbudowana przez władze rosyjskie cerkiew „murawjowka” pozostała nienaruszona, natomiast władze sowieckie zniszczyły cztery cerkwie i dwa kościoły, które były zabytkami architektury baroku z okresu Wielkiego Księstwa Litewskiego. W Szkłowie również zachowała się tylko cerkiew „murawjowka”, a zrujnowano cenne zabytki architektury sakralnej baroku mohylewskiego i klasycyzmu. W Mohylewie zachowały się dwie cerkwie „murawjowki”, przy czym miasto straciło trzy cerkwie i dwa kościoły, zabytki architektury baroku oraz trzy cerkwie i kościół, zabytki architektury klasycyzmu. Podobnie wydarzyło się w Łohojsku, Dzierżyńsku, Dziśnie, Grodnie itd. Świadczy to o kontynuacji rusyfikacji, polityki prowadzonej na tych terenach w XIX w. przez władze carskie.
Budynki podzielono według podziału terytorialnego Wielkiego Księstwa Litewskiego. Lista zawiera 167 obiektów: 74 kościoły (w tym 34 klasztory), 51 cerkwi (w tym 11 monasterów), 7 monasterów, 10 synagog, 4 pałace i dwór.

## Powiat brasławski
| Lp. | Miejscowość | Nazwa                                    | Data powstania | Data zniszczenia | Opis                                     | Zdjęcie |
| --- | ----------- | ---------------------------------------- | -------------- | ---------------- | ---------------------------------------- | ------- |
| 1   | Druja       | Brama-dzwonnica w klasztorze Dominikanów | 1767           | po 1945          | Zabytek architektury baroku wileńskiego. |         |

## Powiat brześciański
| Lp. | Miejscowość | Nazwa                                                           | Data powstania | Data zniszczenia     | Opis | Zdjęcie |
| --- | ----------- | --------------------------------------------------------------- | -------------- | -------------------- | --- | ------- |
| 1   | Brześć      | Kościół Pana Jezusa i św. Kazimierza i klasztor Jezuitów        | 1653–1659      | 1840, 1945–1946      | Zabytek architektury barokowej, częściowo zrujnowany przez władze rosyjskie podczas budowy twierdzy brzeskiej. Po II wojnie światowej budynki rozebrano na potrzeby garnizonu wojskowego.Zachowały się fundamenty. |         |
| 2   | Brześć      | Kościół i klasztor Brygidek                                     | 1751           | 1840, po 1945        | Zabytek architektury barokowej, częściowo zrujnowany przez władze rosyjskie podczas budowy twierdzy brzeskiej. |         |
| 3   | Brześć      | Cerkiew Świętych Apostołów Piotra i Pawła i klasztor Bazylianów | 1773           | 1840, lata 50. XX w. | Zabytek architektury baroku wileńskiego, częściowo zrujnowany przez władze rosyjskie podczas budowy twierdzy brzeskiej. Zachowały się ruiny (tzw. „biały pałac”).                                                  |         |
| 4   | Brześć      | Kościół św. Jana Chrzciciela i klasztor Bernardynów             | 1665           | 1840, lata 50. XX w. | Zabytek architektury baroku, częściowo zrujnowany przez władze rosyjskie podczas budowy twierdzy brzeskiej. Zachowały się ruiny.                                                                                   |         |
| 5   | Prużana     | Cerkiew Narodzenia Najświętszej Maryi Panny                     | 1857–1882      | lata 50. XX w.       | Zabytek architektury klasycystycznej. |         |
| 6   | Wielkoryta  | Dwór Leszczyńskich                                              | XIX w.         | 1943                 | Zabytek architektury klasycystycznej. W 1943 r. radzieccy partyzanci torturowali i zamordowali właściciela dworu, który udzielał pomocy materialnej miejscowej ludności i partyzantom, a także spalili budynek.    |         |

## Powiat grodzieński
| Lp. | Miejscowość | Nazwa                                                              | Data powstania | Data zniszczenia  | Opis | Zdjęcie |
| --- | ----------- | ------------------------------------------------------------------ | -------------- | ----------------- | --- | ------- |
| 1   | Grodno      | Kościół Najświętszej Maryi Panny (fara Witoldowa)                  | 1584–1587      | 29 listopada 1961 | Zabytek architektury gotyckiej i renesansowej. Zniszczenia świątyni dokonał oddział saperów z Leningradu, który otrzymał za to premię, akordeon i podziękowanie władz. Zachowały się fundamenty. |         |
| 2   | Grodno      | Kościół Narodzenia Najświętszej Maryi Panny i klasztor Bernardynek | XVII w.        | po 1945           | Zabytek architektury barokowej. |         |
| 3   | Grodno      | Ratusz                                                             | XVIII w.       | 1946              | Zabytek architektury klasycystycznej. |         |
| 4   | Grodno      | Pałac Radziwiłłów (przy Rynku)                                     | XVIII w.       | po 1945           | Zabytek architektury barokowej. |         |
| 5   | Sopoćkinie  | Cerkiew Przeczystej Bogurodzicy                                    | 1780           | lata 70. XX w.    | Zabytek architektury klasycystycznej. |         |

## Powiat lidzki
| Lp. | Miejscowość  | Nazwa                                                            | Data powstania | Data zniszczenia | Opis                                                     | Zdjęcie |
| --- | ------------ | ---------------------------------------------------------------- | -------------- | ---------------- | -------------------------------------------------------- | ------- |
| 1   | Gojcieniszki | Kościół ewangelicki (kaplica grobowa Nonhartów) w Gojcieniszkach | 1633           | po 1945          | Zabytek architektury renesansowej, częściowo zrujnowany. |         |

## Powiat miński
| Lp. | Miejscowość              | Nazwa                                                              | Data powstania | Data zniszczenia     | Opis | Zdjęcie |
| --- | ------------------------ | ------------------------------------------------------------------ | -------------- | -------------------- | --- | ------- |
| 1   | Mińsk                    | Zamczysko w Mińsku                                                 | XI w.          | lata 50. XX w.       | Zabytek archeologii. Po II wojnie światowej wzgórze skopano i wywieziono poza miasto. |         |
| 2   | Mińsk                    | Kościół Imienia Najświętszej Maryi Panny                           | 1700-1710      | 1951                 | Zabytek architektury barokowej, częściowo zrujnowany podczas przebudowy na kompleks sportowy. Obecnie przywrócono świątyni pierwotny wygląd.                                                                                           |         |
| 3   | Mińsk                    | Kolegium Jezuitów                                                  | 1700-1710      | 1951, 1968           | Zabytek architektury barokowej. Obecnie zachował się w przebudowanym wyglądzie budynek po lewej stronie od kościoła. |         |
| 4   | Mińsk                    | Pomnik Jubileuszowy                                                | 1826           | po 1918              | Zabytek architektury klasycystycznej. |         |
| 5   | Mińsk                    | Kościół św. Wojciecha i klasztor Benedyktynek                      | 1647-1649      | lata 30. XX w., 1964 | W wyniku przebudowy według projektu T. Romanowskiego nabył osobnych cech baroku wileńskiego. W XIX w. przebudowany na cerkiew prawosławną w stylu bizantyjsko-rosyjskim, tracąc część wartości artystycznej. Zachowały się fundamenty. |         |
| 6   | Mińsk                    | Kościół św. Tomasza z Akwinu i klasztor Dominikanów                | XVII w.        | 1950                 | Zabytek architektury baroku, częściowo zrujnowany przez władze rosyjskie. Zachowały się fundamenty. |         |
| 7   | Mińsk                    | Niamiha                                                            | XVII-XIX w.    | lata 70. XX w.       | Resztki historycznej Niamihy, fundamenty budynków znajdujących się po lewej stronie ulicy, zniszczono w latach 2005–2009, podczas budowy parkingu i dwóch centrów handlowych.                                                          |         |
| 8   | Mińsk                    | Synagoga Chłodna                                                   | XVI w.         | 1965-1966            | Zabytek architektury gotyckiej i renesansowej. |         |
| 9   | Mińsk                    | Synagoga Chóralna                                                  | 1906           | lata 50. XX w.       | Zabytek architektury stylu mauretańskiego. Po II wojnie światowej przebudowano fasadę budynku. Obecnie znajduje się w nim Narodowy Teatr Dramatyczny.                                                                                  |         |
| 10  | Mińsk                    | Teatr Miejski                                                      | 1781           | 1984                 | W latach 2004–2007 na miejscu zniszczonego teatru zbudowano nowy budynek, który w ogólnym wyglądzie jest rekonstrukcją istniejącego do II wojny światowej hotelu Europa.                                                               |         |
| 11  | Mińsk                    | Cerkiew Świętego Ducha                                             | XVII w.        | 1936                 | Zabytek architektury barokowej, przebudowany na cerkiew prawosławną. Obecnie cerkiew odbudowano w pierwotnym wyglądzie. |         |
| 12  | Mińsk                    | Cerkiew Kazańskiej Ikony Matki Bożej                               | 1912-1914      | 1936                 | Zabytek architektury stylu neobizantyjskiego. |         |
| 13  | Hajna                    | Kościół Wniebowzięcia Najświętszej Maryi Panny                     | 1781           | po 1945              | Zabytek architektury baroku wileńskiego. |         |
| 14  | Dzierżyńsk (d. Kojdanów) | Zamczysko i zbór kalwiński w Dzierżyńsku                           | 1613-1621      | 1930-lata 50. XX w.  | Zabytek architektury renesansowej. |         |
| 15  | Dzierżyńsk (d. Kojdanów) | Kościół św. Anny                                                   | XVIII w.       | po 1917              | Zabytek drewnianej architektury barokowej, zniszczony w wyniku przebudowy. |         |
| 16  | Łohojsk                  | Kościół Narodzenia Najświętszej Maryi Panny i św. Kazimierza       | 1787 – 1793    | lata 50. XX w.       | Zabytek architektury klasycystycznej. |         |
| 17  | Mołodeczno               | Kościół św. Kazimierza i klasztor Trynitarzy                       | XVIII w., 1823 | po 1945              | Klasztor był zabytkiem architektury barokowej, a kościół klasycystycznej. Kościół został rozebrany. Częściowo zachowały się boczne ściany elewacji oraz budynek klasztoru.                                                             |         |
| 18  | Raków                    | Klasztor Bazylianów                                                | XVIII w.       | lata 60. XX w.       | Zabytek architektury barokowej i drewnianego klasycyzmu. |         |
| 19  | Rubieżewicze             | Kościół św. Antoniego Padewskiego                                  | 1799           | 1972                 | Zabytek drewnianej architektury barokowej |         |
| 20  | Stołpce                  | Kościół św. Kazimierza i klasztor Dominikanów                      | 1640           | po 1945              | Zabytek architektury barokowej, przebudowany na cerkiew prawosławną. |         |
| 21  | Śmiłowicze               | Kościół św. Wincentego à Paulo i klasztor misjonarzy               | 1767-1791      | po 1945              | Zabytek architektury baroku wileńskiego. |         |
| 22  | Wołkowicze               | Kościół Najświętszego Serca Pana Jezusa i Najświętszej Maryi Panny | 1904           | lata 50. XX w.       | Zabytek architektury neoromańskiej. |         |

## Powiat mozyrski(Polesie Wschodnie)
| Lp. | Miejscowość | Nazwa                                                               | Data powstania | Data zniszczenia | Opis                                                                            | Zdjęcie |
| --- | ----------- | ------------------------------------------------------------------- | -------------- | ---------------- | ------------------------------------------------------------------------------- | ------- |
| 1   | Mozyrz      | Kościół Wniebowzięcia Najświętszej Maryi Panny i klasztor Cystersów | 1711           | po 1917          | Zabytek architektury barokowej, zniszczony podczas przebudowy na fabrykę mebli. |         |
| 2   | Narowla     | Kaplica-grobowiec Horwattów                                         | XIX w.         | lata 30. XX w.   | Zabytek architektury neogotyckiej.                                              |         |
| 3   | Petryków    | Cerkiew Zmartwychwstania Pańskiego                                  | 1846           | po 1917          | Zabytek architektury klasycystycznej.                                           |         |

## Województwo mścisławskie
| Lp. | Miejscowość | Nazwa                                                   | Data powstania | Data zniszczenia | Opis | Zdjęcie |
| --- | ----------- | ------------------------------------------------------- | -------------- | ---------------- | --- | ------- |
| 1   | Mścisław    | Synagoga                                                | XVIII w.       | po 1917          | Zabytek drewnianej architektury barokowej. |         |
| 2   | Mścisław    | Cerkiew św. Trójcy                                      | 1834           | 1958             | Zabytek architektury klasycystycznej. Budynek został zniszczony po II wojnie światowej.                                                                               |         |
| 3   | Mścisław    | Monaster św. Ducha                                      | 1891 – 1895    | po 1945          | Zabytek architektury neobizantyjskiej. |         |
| 4   | Kanicze     | Kościół Anioła Stróża                                   | 1912           | po 1945          | Po II wojnie światowej próbowano zburzyć mury kościoła traktorami. Udało się to tylko częściowo, zawaliły się dwie kolumny przy wejściu. Obecnie jest w stanie ruiny. |         |
| 5   | Krzyczew    | Kościół Niepokalanego Poczęcia Najświętszej Maryi Panny | 1855–1860      | 1934             | Zabytek architektury neogotyckiej. Zachował się budynek przebudowanej plebanii.                                                                                       |         |
| 6   | Malatycze   | Kościół św. Stanisława                                  | XVIII w.       | 1934             | Zabytek architektury barokowej. |         |
| 7   | Radoml      | Kościół Najświętszej Maryi Panny                        | 1835           | lata 30. XX w.   | Zabytek architektury klasycystycznej. |         |

## Powiat nowogródzki
| Lp. | Miejscowość | Nazwa                                        | Data powstania  | Data zniszczenia                | Opis                                                                           | Zdjęcie |
| --- | ----------- | -------------------------------------------- | --------------- | ------------------------------- | ------------------------------------------------------------------------------ | ------- |
| 1   | Nowogródek  | Synagoga Wielka                              | XVII w.         | 1964                            | Zabytek architektury barokowej.                                                |         |
| 2   | Ostaszyn    | Zbór kalwiński                               | XVII w.         | lata 50. XX w.                  | Zabytek architektury barokowej.                                                |         |
| 3   | Kleck       | Kościół Najświętszej Trójcy                  | lata 50. XVI w. | lata 50. XX w.                  | Zabytek architektury barokowej. Zachowała się część zachodniej ściany.         |         |
| 4   | Kleck       | Synagoga Wielka                              | XVIII w.        | po 1945                         | Zabytek architektury barokowej.                                                |         |
| 5   | Lachowicze  | Kościół Podwyższenia Krzyża Świętego         | XVII w.         | lata 60. XX w.                  | Zabytek architektury barokowej, wcześniej przebudowany na cerkiew prawosławną. |         |
| 6   | Nieśwież    | Kaplica św. Izydora                          | 1626            | po 1945                         | Zabytek architektury barokowej.                                                |         |
| 7   | Nieśwież    | Kościół św. Katarzyny i klasztor Bernardynów | 1802-1822       | 1870, lata 50. XX w.            | Zabytek architektury barokowej, przebudowany na cerkiew prawosławną.           |         |
| 8   | Nieśwież    | Kościół św. Jana i klasztor Dominikanów      | XVII w.         | lata 60. XIX w., lata 50. XX w. | Zabytek architektury barokowej, częściowo zniszczony przez władze carskie.     |         |
| 9   | Nieśwież    | Synagoga Wielka                              | XVII w.         | po 1945                         | Zabytek architektury barokowej.                                                |         |
| 10  | Szczorsy    | Pałac Chreptowiczów w Szczorsach             | 1770-1776       | lata 50. XX w.                  | Zabytek architektury klasycystycznej.                                          |         |

## Powiat orszański
| Lp. | Miejscowość | Nazwa                                                   | Data powstania    | Data zniszczenia   | Opis | Zdjęcie |
| --- | ----------- | ------------------------------------------------------- | ----------------- | ------------------ | --- | ------- |
| 1   | Orsza       | Kościół Świętej Trójcy i klasztor Trynitarzy            | XVIII w.          | lata 50. XX w.     | Zabytek architektury klasycystycznej, przebudowany na cerkiew prawosławną. Zachował się budynek klasztoru.                            |         |
| 2   | Orsza       | Kościół św. Antoniego i klasztor Franciszkanów          | 1680              | lata 70. XX w.     | Zabytek architektury wczesnobarokowej. Zachowały się fundamenty kościoła i budynek klasztoru.                                         |         |
| 3   | Orsza       | Cerkiew Opieki Matki Bożej i klasztor Bazylianów        | 1774              | 1969               | Zabytek architektury baroku wileńskiego. Zachowały się fundamenty cerkwi i budynek klasztoru.                                         |         |
| 4   | Orsza       | Monaster Zaśnięcia Matki Bożej                          | 1631              | lata 30. XX w.     | Zabytek architektury barokowej. W 1996 wspólnota mniszek wznowiła działalność przy innej cerkwi w Orszy – św. Eliasza.                |         |
| 5   | Orsza       | Cerkiew Narodzenia Matki Bożej                          | 1631              | 1959               | Zabytek architektury barokowej. Obecnie cerkiew odbudowano w zmienionym wyglądzie z kopułami cebulastymi.                             |         |
| 6   | Orsza       | Cerkiew Świętych Apostołów Piotra i Pawła               | XVIII w.          | lata 70. XX w.     | Zabytek drewnianej architektury barokowej.                                                                                            |         |
| 7   | Białynicze  | Kościół Matki Bożej Szkaplerznej i klasztor Karmelitów  | 1742-1763         | lata 60. XX w.     | Zabytek architektury barokowej. W wyniku rozbudowy i przebudowy na cerkiew w lata 60. XIX w. dobudowano dwie boczne wieże oraz bęben. |         |
| 8   | Bobr        | Cerkiew                                                 | XIX w.            | lata 30. XX w.     | Zabytek drewnianej architektury klasycystycznej.                                                                                      |         |
| 9   | Bychów      | Kościół Niepokalanego Poczęcia Najświętszej Maryi Panny | XVIII w.          | lata 30.–60. XX w. | Zabytek architektury klasycystycznej.                                                                                                 |         |
| 10  | Czausy      | Kościół i klasztor Karmelitów w Czausach                | 1653              | lata 30. XX w.     | Zabytek architektury barokowej, przebudowany na cerkiew prawosławną.                                                                  |         |
| 11  | Czereja     | Kościół św. Michała Archanioła                          | 1600              | lata 30. XX w.     | Zabytek architektury barokowej. |         |
| 12  | Dubrowna    | Kościół i klasztor Bernardynów w Dubrownej              | XVII w.           | po 1917            | Zabytek architektury barokowej. Zachował się budynek klasztoru.                                                                       |         |
| 13  | Dubrowna    | Pałac Lubomirskich                                      | XVIII w.          | po 1945            | Zabytek architektury barokowej. |         |
| 14  | Faszczówka  | Kościół Nawiedzenia Najświętszej Maryi Pannie           | 1765              | lata 70. XX w.     | Zabytek architektury baroku wileńskiego.                                                                                              |         |
| 15  | Mohylew     | Kościół św. Kazimierza (farny)                          | 1604              | lata 50. XX w.     | Zabytek architektury barokowej i klasycystycznej.                                                                                     |         |
| 16  | Mohylew     | Kościół św. Antoniego i klasztor Bernardynów            | lata 20. XVIII w. | lata 50. XX w.     | Zabytek architektury barokowej. Częściowo został zrujnowany przez rosyjskie władze carskie. Zachowały się fundamenty.                 |         |
| 17  | Mohylew     | Kościół św. Franciszka Ksawerego i klasztor Jezuitów    | 1699-1725         | lata 50. XX w.     | Zabytek architektury barokowej. Zachowały się fundamenty i fragment budynku klasztoru.                                                |         |
| 18  | Mohylew     | Monaster Przemienienia Pańskiego                        | 1740-1762         | po 1945            | Zabytek architektury baroku wileńskiego.                                                                                              |         |
| 19  | Mohylew     | Monaster Objawienia Pańskiego                           | 1633-1636         | lata 50. XX w.     | Zabytek architektury barokowej. |         |
| 20  | Mohylew     | Ratusz                                                  | 1679 – 1681       | 1957               | Zabytek architektury barokowej. Obecnie budynek został odbudowany.                                                                    |         |
| 21  | Mohylew     | Cerkiew Opieki Matki Bożej                              | 1680              | po 1945            | Zabytek architektury barokowej, przebudowany przez władze rosyjskie w stylu klasycystycznym.                                          |         |
| 22  | Mohylew     | Cerkiew Przeczystej Bogurodzicy                         | 1673              | po 1945            | Zabytek architektury barokowej. |         |
| 23  | Mohylew     | Sobór św. Józefa                                        | 1780-1798         | 1937               | Zabytek architektury klasycystycznej.                                                                                                 |         |
| 24  | Mohylew     | Cerkiew Świętej Trójcy                                  | XVIII w.          | po 1917            | Zabytek architektury klasycystycznej.                                                                                                 |         |
| 25  | Mohylew     | Cerkiew Świętych Apostołów Piotra i Pawła               | XVIII w.          | po 1945            | Zabytek architektury klasycystycznej.                                                                                                 |         |
| 26  | Starosiele  | Kościół Najświętszej Trójcy                             | XVIII w.          | 1939               | Zabytek drewnianej architektury barokowej.                                                                                            |         |
| 27  | Szkłów      | Cerkiew Świętych Apostołów Piotra i Pawła               | XIX w.            | po 1945            | Zabytek drewnianej architektury klasycystycznej.                                                                                      |         |
| 28  | Szkłów      | Monaster Zmartwychwstania Pańskiego w Szkłowie          | XVII w.           | po 1945            | Zabytek architektury barokowej. |         |

## Powiat oszmiański
| Lp. | Miejscowość    | Nazwa                                                   | Data powstania  | Data zniszczenia | Opis | Zdjęcie |
| --- | -------------- | ------------------------------------------------------- | --------------- | ---------------- | --- | ------- |
| 1   | Bienica        | Kolumna upamiętniająca Konstytucję 3 Maja 1791 r.       | XVIII w.        | po 1939          | Zabytek architektury barokowej. |         |
| 2   | Iwie           | Pamiątkowa kaplica                                      | XVIII w.        | po 1945          | Zabytek architektury barokowej. Stała na wileńskim gościńcu. |         |
| 3   | Konstantynów   | Kościół Trójcy Świętej                                  | 1768            | 2 lipca 1962     | Zabytek architektury drewnianej. Obecnie w miejscu zburzonego kościoła wybudowano nowy, murowany. |         |
| 4   | Kurzeniec      | Kościół Niepokalanego Poczęcia Najświętszej Maryi Panny | 1810            | po 1945          | Zabytek architektury drewnianej w stylu klasycystycznym. Budynek rozebrano po II wojnie światowej i w jego miejscu wybudowano biurowiec kołchozu.                                                             |         |
| 5   | Postawy        | Sukiennice w Postawach                                  | 2 poł. XVIII w. | 1940             | |         |
| 6   | Postawy        | Cerkiew                                                 | XVIII w.        | Lata 50. XX w.   | Pierwotnie budynek sądu zbudowany w stylu klasycystycznym, następnie cerkiew unicka, później prawosławna. |         |
| 7   | Stare Żośno    | Kaplica                                                 | XVII w.         | lata 50. XX w.   | Zabytek architektury renesansu. Kaplicę wysadzono w powietrze, częściowo zachowała się ściana fasady głównej.                                                                                                 |         |
| 8   | Wielki Serwecz | Kościół Najświętszej Maryi Panny                        | 1852            | lata 50. XX w.   | Zabytek architektury drewnianej w stylu klasycystycznym. Kościół został rozebrany w latach 50. XX w. |         |
| 9   | Wiesiołucha    | Kościół św. Jerzego                                     | 1815            | lata 50. XX w.   | Zabytek architektury drewnianej. Świątynię rozebrano na klub w sąsiedniej wsi Słobódka. Zachowały się resztki fundamentów.                                                                                    |         |
| 10  | Wilejka        | Kościół Podwyższenia Krzyża Świętego                    | 1862            | po 1945 r.       | Pierwotnie budynek został zbudowany w stylu klasycystycznym następnie w 1874 r. przebudowany na cerkiew prawosławną św. Jerzego. Budynek zniszczono po II wojnie światowej i w jego miejscu wybudowano sklep. |         |

## Powiat piński(Polesie Zachodnie)
| Lp. | Miejscowość         | Nazwa                                       | Data powstania | Data zniszczenia | Opis                                                                                     | Zdjęcie |
| --- | ------------------- | ------------------------------------------- | -------------- | ---------------- | ---------------------------------------------------------------------------------------- | ------- |
| 1   | Pińsk               | Kościół św. Stanisława                      | 1635-1648      | 1956             | Budynek nabył cechu baroku wileńskiego w wyniku przebudowy według projektu Jana Tupalta. |         |
| 2   | Pińsk               | Kościół św. Dominika i klasztor Dominikanów | 1787           | 1947             | Zabytek architektury barokowej.                                                          |         |
| 3   | Pińsk               | Wielka Synagoga                             | 1616           | lata 60. XX w.   | Zabytek architektury barokowej.                                                          |         |
| 4   | Horodyszcze         | Kościół św. Anny i klasztor Benedyktynów    | 1774           | po 1944          | Zabytek architektury barokowej.                                                          |         |
| 5   | Łunin               | Kościół Przemienienia Pańskiego             | 1794           | po 1945          | Zabytek architektury barokowej.                                                          |         |
| 6   | Stolin              | Kościół                                     | XIX w.         | po 1945          | Zabytek architektury klasycystycznej, przebudowany na cerkiew prawosławną.               |         |
| 7   | Imienin (Torokanie) | Cerkiew i monaster Objawienia Pańskiego     | 1710           | po 1945          | Zabytek architektury baroku wileńskiego.                                                 |         |

## Województwo połockie
| Lp. | Miejscowość       | Nazwa                                                                            | Data powstania | Data zniszczenia | Opis | Zdjęcie |
| --- | ----------------- | -------------------------------------------------------------------------------- | -------------- | ---------------- | --- | ------- |
| 1   | Połock            | Kościół św. Stefana i kolegium jezuitów w Połocku                                | 1745           | 1964             | Zabytek architektury baroku wileńskiego.                                                                      |         |
| 2   | Połock            | Kościół Grobu Pańskiego i św. Franciszka Ksawerego                               | 1786           | po 1918          | Zabytek architektury barokowej.                                                                               |         |
| 3   | Połock            | Kościół Matki Bożej i klasztor Bernardynów                                       | 1758           | po 1945          | Zabytek architektury barokowej, przebudowany na cerkiew prawosławną. Zachowały się ruiny kościoła i klasztor. |         |
| 4   | Połock            | Kościół Matki Bożej Różańcowej i klasztor Dominikanów                            | 1774-1804      | po 1945          | Zabytek architektury barokowej z elementami klasycystycznymi.                                                 |         |
| 5   | Połock            | Cerkiew św. Paraskiewy, monaster Świętych Borysa i Hleba                         | XII w.         | lata 20. XX w.   | Zabytek połockiej szkoły architektury.                                                                        |         |
| 6   | Połock            | Cerkiew Świętych Borysa i Gleba, monaster Świętych Borysa i Gleba                | XII w.         | lata 20. XX w.   | Zabytek połockiej szkoły architektury z elementami gotyku.                                                    |         |
| 7   | Berezwecz         | Kościół Świętych Apostołów Piotra i Pawła i klasztor Bazylianów w Berezweczu     | 1756-1763      | po 1945          | Zabytek architektury baroku wileńskiego.                                                                      |         |
| 8   | Bieszenkowicze    | Kościół św. Kazimierza i św. Rafała Archanioła w Bieszenkowiczach                | 1876           | lata 60. XX w.   | Zabytek architektury drewnianej.                                                                              |         |
| 9   | Czaśniki          | Kościół św. Łukasza i klasztor Dominikanów                                       | 1674           | lata 60. XX w.   | Zabytek architektury barokowej.                                                                               |         |
| 10  | Dzisna            | Kościół Niepokalanego Poczęcia Najświętszej Maryi Panny i klasztor Franciszkanów | 1773           | 1958             | Zabytek architektury baroku wileńskiego. Obecnie trwa odbudowa kościoła.                                      |         |
| 11  | Hubin             | Kościół św. Antoniego i klasztor Franciszkanów                                   | 1714           | po 1945          | Zabytek architektury baroku wileńskiego. Obecnie istnieje możliwość odbudowy kościoła.                        |         |
| 12  | Kublicze          | Kościół Zwiastowania Najświętszej Maryi Panny                                    | XVIII w.       | 1948             | Zabytek architektury barokowej, przebudowany na cerkiew prawosławną.                                          |         |
| 13  | Lepel             | Cerkiew św. Zbawiciela                                                           | 1839           | po 1917          | Zabytek architektury klasycystycznej.                                                                         |         |
| 14  | Oświeja           | Kościół Najświętszej Trójcy                                                      | 1782           | 1937             | Zabytek architektury baroku wileńskiego.                                                                      |         |
| 15  | Struń             | Cerkiew Podwyższenia Krzyża Świętego                                             | 1808           | 1936             | Zabytek architektury klasycystycznej.                                                                         |         |
| 16  | Uszacz            | Kościół św. Hieronima i klasztor Dominikanów                                     | 1796           | po 1945          | Zabytek architektury barokowego klasycyzmu.                                                                   |         |
| 17  | Wołyńce (Zabiały) | Kościół św. Jerzego i klasztor Dominikanów                                       | 1749-1766      | po 1945          | Zabytek architektury baroku wileńskiego.                                                                      |         |
| 18  | Zaskórki          | Kościół Najświętszej Trójcy                                                      | 1792           | po 1945          | Zabytek architektury baroku wileńskiego.                                                                      |         |

## Powiat rzeczycki
| Lp. | Miejscowość | Nazwa                                                   | Data powstania    | Data zniszczenia | Opis                                                                                                   | Zdjęcie |
| --- | ----------- | ------------------------------------------------------- | ----------------- | ---------------- | --- | ------- |
| 1   | Bobrujsk    | Kościół Niepokalanego Poczęcia Najświętszej Maryi Panny | 1906              | 1968             | Zabytek architektury neogotyckiej. Po II wojnie światowej została częściowo zniszczona fasada budynku. |         |
| 8   | Chojniki    | Kaplica-grobowiec Prozorów                              | XIX w.            | po 1917          | Zabytek architektury neogotyckiej.                                                                     |         |
| 9   | Chojniki    | Kościół Najświętszej Maryi Panny                        | 1863              | po 1917          | Zabytek architektury neogotyckiej.                                                                     |         |
| 10  | Czeczersk   | Kościół Najświętszej Trójcy                             | 1784              | po 1945          | Zabytek architektury klasycystycznej.                                                                  |         |
| 11  | Czeczersk   | Cerkiew Narodzenia Matki Bożej                          | 1780              | po 1945          | Zabytek architektury klasycystycznej.                                                                  |         |
| 12  | Czeczersk   | Cerkiew Wniebowstąpienia Pańskiego                      | lata 80. XVIII w. | po 1945          | Zabytek architektury klasycystycznej.                                                                  |         |
| 13  | Czonki      | Monaster św. Makarego                                   | 1775              | po 1917          | Zabytek architektury drewnianej, klasycystycznej.                                                      |         |
| 2   | Homel       | Kościół Wniebowzięcia Najświętszej Maryi Panny          | 1822              | 1938             | Zabytek architektury klasycystycznej.                                                                  |         |
| 3   | Homel       | Synagoga Wielka                                         | 1828-1833         | lata 30. XX w.   | Zabytek architektury klasycystycznej.                                                                  |         |
| 4   | Homel       | Cerkiew Przemienienia Pańskiego                         | 1901              | lata 60. XX w.   | Zabytek architektury stylu neobizantyjskiego.                                                          |         |
| 5   | Homel       | Cerkiew św. Trójcy                                      | 1901              | lata 60. XX w.   | Zabytek architektury klasycystycznej.                                                                  |         |
| 6   | Hrusznaje   | Cerkiew Opieki Bogurodzicy                              | 1764              | 1936             | Zabytek architektury drewnianej, barokowej.                                                            |         |
| 7   | Parycze     | Cerkiew św. Ducha                                       | 1819              | przed 1941       | Zabytek architektury klasycystycznej.                                                                  |         |

## Powiat słonimski
| Lp. | Miejscowość | Nazwa                                                                                      | Data powstania    | Data zniszczenia | Opis | Zdjęcie |
| --- | ----------- | ------------------------------------------------------------------------------------------ | ----------------- | ---------------- | --- | ------- |
| 1   | Słonim      | Brama klasztoru Bernardynek                                                                | 1790              | po 1945          | Zabytek architektury baroku wileńskiego, zniszczony przez władze sowieckie. Obecnie brama została odbudowana, lecz w zmienionej formie. |         |
| 2   | Słonim      | Kościół Bożego Ciała i klasztor Kanoników Laterańskich (ob. Sobór Przemienienia Pańskiego) | 1790              | lata 50. XX w.   | Zabytek architektury barokowej, przebudowany na cerkiew prawosławną. Obecnie budynek został odbudowany jako cerkiew.                    |         |
| 3   | Byteń       | Cerkiew św. Jozafata i monaster Przeczystej Bogurodzicy                                    | XVIII w.          | po 1945          | Zabytek architektury baroku wileńskiego.                                                                                                |         |
| 4   | Iwacewicze  | Kościół Podwyższenia Krzyża Świętego                                                       | lata 50. XVIII w. | po 1945          | Zabytek architektury barokowej. |         |

## Księstwo Słuckie
| Lp. | Miejscowość       | Nazwa                                        | Data powstania | Data zniszczenia    | Opis | Zdjęcie |
| --- | ----------------- | -------------------------------------------- | -------------- | ------------------- | --- | ------- |
| 1   | Słuck             | Zbór kalwiński                               | 1851           | po 1945             | Zabytek architektury neogotyckiej. Zachował się budynek dawnego Gimnazjum kalwińskiego.                                     |         |
| 2   | Słuck             | Kościół św. Antoniego i klasztor Bernardynów | 1793-1820      | po 1945             | Zabytek architektury barokowej. Zachował się budynek klasztoru w zmienionym wyglądzie.                                      |         |
| 3   | Słuck (Trojczany) | Cerkiew i monaster Trójcy Świętej            | XVII w.        | lata 30–50. XX w.   | Zabytek architektury barokowej. Zachował się budynek klasztoru.                                                             |         |
| 4   | Słuck             | Synagoga Chłodna                             | 1880           | po 1944             | Zabytek architektury neobarokowej.                                                                                          |         |
| 5   | Słuck             | Cerkiew św. Mikołaja Cudotwórcy              | 1889           | 1934                | Zabytek architektury neobizantyjskiej.                                                                                      |         |
| 6   | Słuck             | Cerkiew św. Barbary                          | 1868           | lata 60. XX w.      | Zabytek architektury drewnianej.                                                                                            |         |
| 7   | Cimkowicze        | Cerkiew św. Mikołaja Cudotwórcy              | XVIII w.       | po 1918             | Zabytek architektury drewnianej barokowej, ucierpiał od moskiewskiej przebudowy.                                            |         |
| 8   | Hłusk             | Kościół św. Anny i klasztor Bernardynów      | 1662           | lata 30. XX w.      | Zabytek architektury barokowej.                                                                                             |         |
| 9   | Kopyl             | Kościół Świętych Apostołów Piotra i Pawła    | 1859           | lata 60. XX w.      | Zabytek architektury neogotyckiej. Zachował się w znacznie przebudowanym wyglądzie, obecnie znajduje się w nim restauracja. |         |
| 10  | Lenino (Romanowo) | Cerkiew św. Mikołaja Cudotwórcy              | XVIII w.       | po 1918             | Zabytek architektury drewnianej barokowej.                                                                                  |         |
| 11  | Lenino (Romanowo) | Cerkiew św. Jerzego                          | 1638           | 2 poł. XIX w., 1968 | Zabytek architektury drewnianej barokowej, ucierpiał od moskiewskiej przebudowy.                                            |         |

## Powiat witebski
| Lp. | Miejscowość         | Nazwa                                                             | Data powstania           | Data zniszczenia      | Opis | Zdjęcie |
| --- | ------------------- | ----------------------------------------------------------------- | ------------------------ | --------------------- | --- | ------- |
| 1   | Witebsk             | Kościół św. Józefa i klasztor Jezuitów                            | 1737–1768                | 1872, 1956            | Zabytek architektury barokowej, przebudowany na cerkiew prawosławną. |         |
| 2   | Witebsk             | Kościół Najświętszej Trójcy (farny)                               | 1749                     | lata 60. XIX w., 1957 | Zabytek architektury baroku wileńskiego, częściowo zrujnowany przez władze rosyjskie. |         |
| 3   | Witebsk             | Kościół św. Antoniego i klasztor Bernardynów                      | 1737-1768                | lata 50. XX w.        | Zabytek architektury baroku wileńskiego. |         |
| 4   | Witebsk             | Kościół Matki Bożej Szkaplerznej i klasztor Pijarów               | 1753                     | po 1918               | Zabytek architektury barokowej. |         |
| 5   | Witebsk             | Cerkiew Przeczystej Bogurodzicy i klasztor Bazylianów             | 1743–1777                | 1936                  | Zabytek architektury baroku wileńskiego, przebudowany przez władze rosyjskie w stylu klasycyzmu. Obecnie cerkiew odbudowano w wyglądzie po przebudowie. |         |
| 6   | Witebsk             | Cerkiew św. Trójcy w monasterze św. Trójcy                        | 1690                     | lata 20. XX w.        | Zabytek architektury drewnianej w stylu barokowym. |         |
| 7   | Witebsk             | Cerkiew św. Mikołaja w monasterze św. Trójcy                      | 1730                     | lata 20. XX w.        | Zabytek architektury drewnianej w stylu barokowym. |         |
| 8   | Witebsk             | Cerkiew św. Paraskiewy w monasterze św. Trójcy                    | 1730                     | lata 20. XX w.        | Zabytek architektury drewnianej w stylu barokowym. |         |
| 9   | Witebsk             | Cerkiew i monaster św. Ducha                                      | XVII w., XVIII w.        | 1962                  | Zabytek architektury baroku wileńskiego, przebudowany na cerkiew prawosławną. |         |
| 10  | Witebsk             | Synagoga Chóralna                                                 | lata 30.-lata 40. XIX w. | lata 50. XX w.        | Zabytek architektury klasycystycznej. |         |
| 11  | Witebsk             | Cerkiew Zwiastowania Bogurodzicy                                  | XII w.                   | 1961                  | Zabytek witebskiej szkoły architektury. Budynek był kilka razy przebudowywany, w tym w stylu baroku wileńskiego. Straciła cechy tego stylu w wyniku przebudowy w stylu rosyjsko-bizantyjskim. Obecnie świątynię odbudowano w hipotetycznym, zrekonstruowanym, pierwszym wyglądzie. |         |
| 12  | Witebsk             | Cerkiew Narodzenia Pańskiego                                      | 1810                     | po 1945               | Zabytek architektury klasycystycznej, przebudowany na cerkiew prawosławną. |         |
| 13  | Witebsk             | Cerkiew św. Zbawiciela                                            | 1819                     | po 1945               | Zabytek architektury klasycystycznej. |         |
| 14  | Witebsk             | Cerkiew św. Jana Chrzciciela                                      | 1816                     | po 1945               | Zabytek architektury klasycystycznej, przebudowany na cerkiew prawosławną. |         |
| 15  | Witebsk             | Cerkiew Świętych Apostołów Piotra i Pawła                         | 1737-1768                | po 1945               | Zabytek architektury baroku wileńskiego. |         |
| 16  | Witebsk             | Cerkiew Zmartwychwstania Pańskiego (Zaruczajska)                  | 1771-1777                | po 1945               | Zabytek architektury baroku wileńskiego. |         |
| 17  | Witebsk             | Cerkiew Zmartwychwstania Pańskiego (rynkowa)                      | 1772                     | 1936                  | Zabytek architektury baroku wileńskiego, przebudowany przez władze rosyjskie w stylu klasycystycznym. Obecnie budynek odbudowano w pierwszej formie architektonicznej, lecz z innych materiałów i innym kolorem kopuły.                                                            |         |
| 18  | Witebsk             | Cerkiew Podwyższenia Krzyża Świętego                              | 1806-1816                | po 1945               | Zabytek architektury barokowej. |         |
| 19  | Witebsk             | Cerkiew Objawienia Pańskiego                                      | 1805                     | po 1945               | Zabytek architektury barokowego klasycyzmu. |         |
| 20  | Łoźna               | Cerkiew Zmartwychwstania Pańskiego                                | 1786                     | 1961                  | Zabytek architektury barokowej, przebudowany na cerkiew prawosławną. |         |
| 21  | Sienno              | Kościół Najświętszej Trójcy                                       | 1772                     | 17 września 1962      | Zabytek architektury baroku wileńskiego. |         |
| 22  | Tadulin (Janowicze) | Cerkiew Narodzenia Najświętszej Maryi Panny i klasztor Bazylianów | XVIII w.                 | po 1945               | Zabytek architektury baroku wileńskiego, przebudowany na cerkiew prawosławną. |         |

## Powiat wołkowyski
| Lp. | Miejscowość | Nazwa           | Data powstania | Data zniszczenia | Opis                                  | Zdjęcie |
| --- | ----------- | --------------- | -------------- | ---------------- | ------------------------------------- | ------- |
| 1   | Roś         | Pałac Potockich | XVIII w.       | po 1945          | Zabytek architektury klasycystycznej. |         |